# Erasmus Quellinus II.

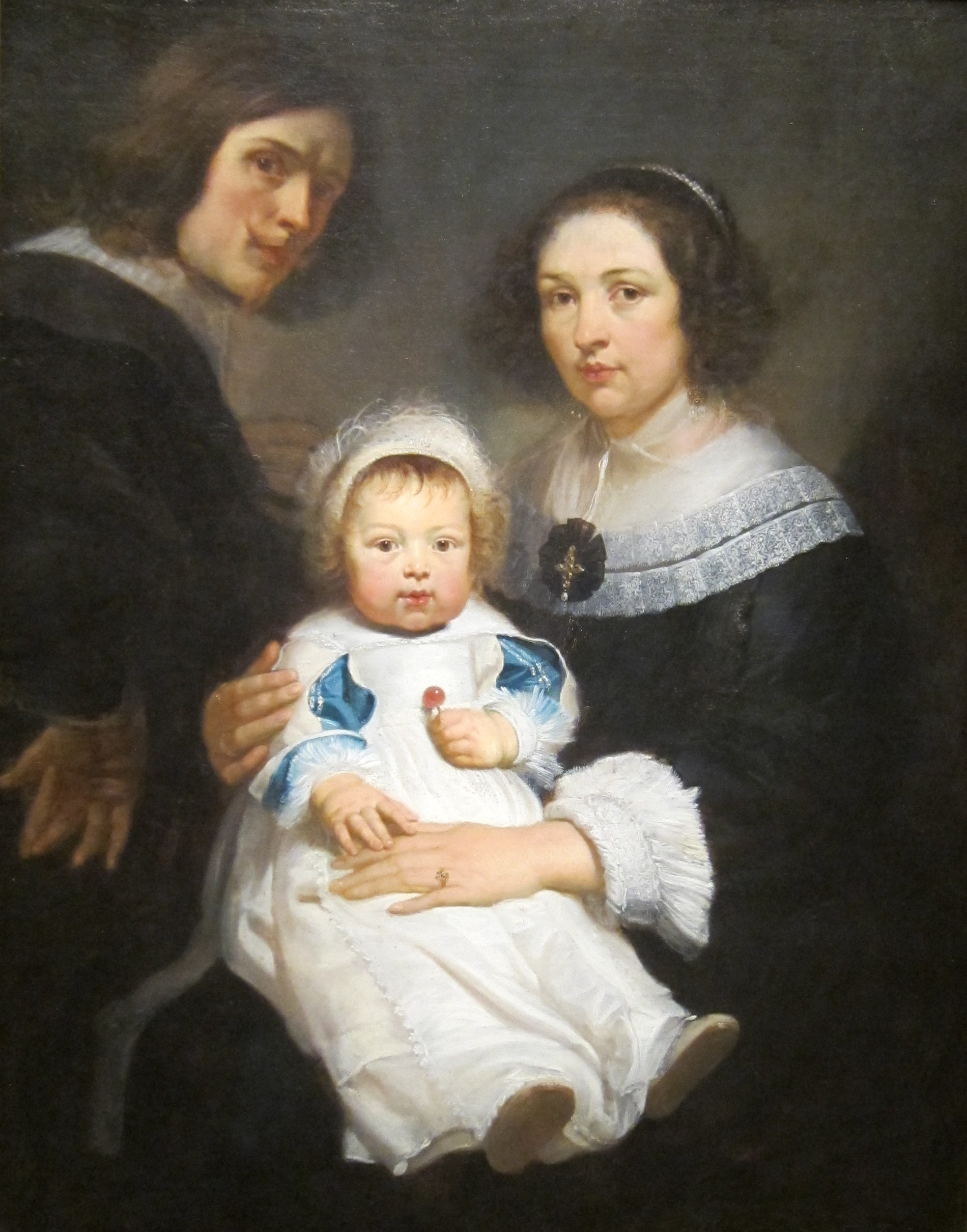
Selbporträt mit Frau Catherina de Hemelaer und Sohn Jan Erasmus Quellinus

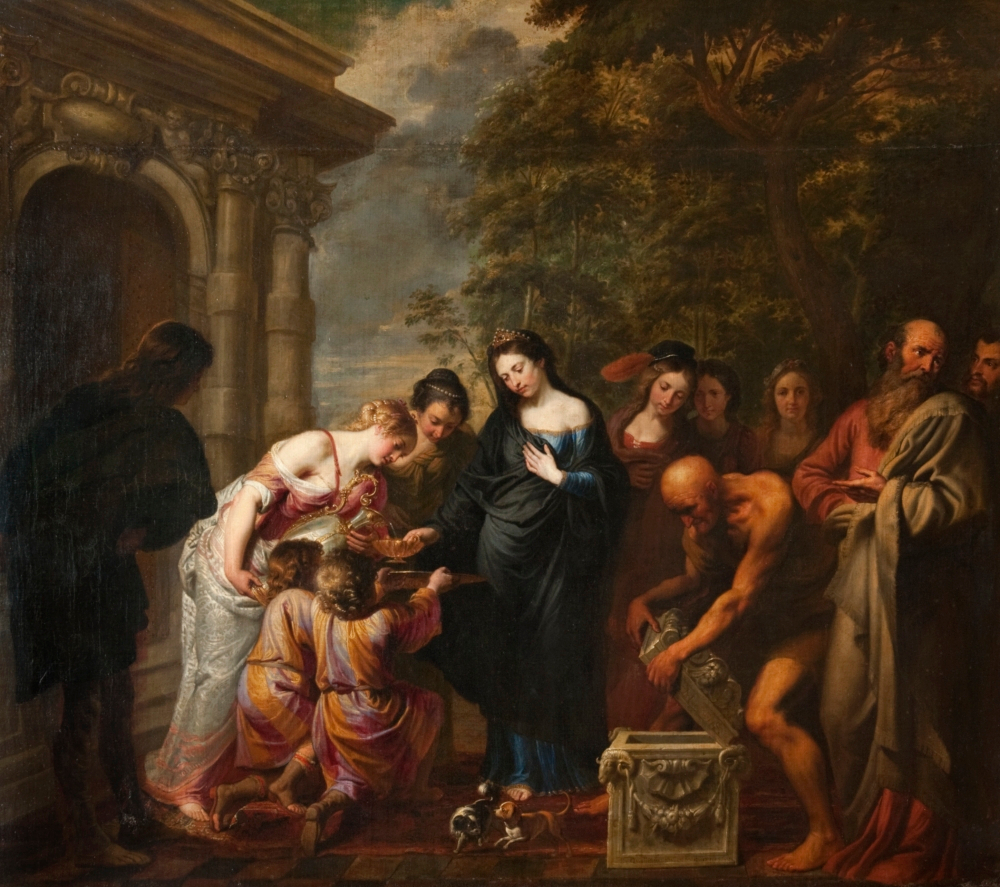
Artemisia

Erasmus Quellinus II., auch Erasmus Quellinus der Jüngere, (* 19. November 1607 in Antwerpen; † 7. November 1678 ebenda) war ein flämischer Maler, Schüler von Rubens, und Kupferstecher aus der Antwerpener Künstlerfamilie Quellinus.

## Leben
Quellinus war der Sohn des Bildhauers Erasmus Quellinus I. und dessen Frau Elisabeth van Uden sowie der Bruder von Artus Quellinus I. und Hubertus Quellinus (* 1605). Zunächst erhielt er eine Ausbildung in Sprachen und Wissenschaften, die er als „Magister der Philosophie“ (Magister Artium) abschloss. Er wurde 1633 Meister der Antwerpener Lukasgilde. Seit 1634 arbeitete er mit Peter Paul Rubens zusammen, nach dessen Tod er offizieller Stadtmaler von Antwerpen wurde. Er überführte die ausgesprochen barocke Kunstauffassung von Rubens in eine eher klassizistisch grundierte Malerei. In den Jahren 1636 bis 1638 führte er Dekorationen im „Torre de la Parada“, einem königlichen Jagdschloss in der Nähe von Madrid aus. Gut dokumentieren lässt sich diese Neuorientierung an einem seiner wichtigsten Ausstattungsprojekte, die des Paleis op de Dam in Amsterdam, das er um 1656 zusammen mit seinem Bruder Artus Quellinus I ausstattete.
Quellinus war unter anderem für das Haus Thurn und Taxis sowie für die Städte Amsterdam und Gent tätig. Er und arbeitete auch gemeinschaftlich mit anderen (zumeist Blumenmalern) oder seinem Sohn Jan Erasmus Quellinus zusammen. Sein Sohn war ebenfalls eine bekannte Persönlichkeit unter den Barockmalern der Spanischen Niederlande. Er führte die Hinwendung des Vaters zu einer eher klassizistischen Kunstströmung in Flandern in das 18. Jahrhundert fort. Jacob Denys und Wallerant Vaillant waren seine Schüler.
Familie

Quellinus war zweimal verheiratet:
- 1634 heiratete er Catherine (oder Katharina) de Hemelaer († 1662, deren Schwester war mit dem Blumenmaler Jan Philip van Thielen [1618–1667] vermählt)
  - Jan Erasmus Quellinus
- Am 19. November 1663 heiratete er Francisca (oder Françoise) de Fren († 1696, eine Tochter des Ratssekretärs André de Fren und Schwägerin des Malers David Teniers II.)

## Ausstellungen (Auswahl)
- 1953: Exhibition of old master paintings by Agostino Carracci, Simon Vouet, Orizonte, Erasmus Quellinus and others in London
- 1988: Erasmus II Quellinus (1607–1678) im Musée de Flandre in Cassel[7]
- 5. April bis 7. September 2014: Erasmus Quellinus – in de voetsporen van Rubens im Musée de Flandre in Cassel[8]